# Phasmatographa neurotypa
Phasmatographa neurotypa är en fjärilsart som beskrevs av Edward Meyrick 1928. Phasmatographa neurotypa ingår i släktet Phasmatographa och familjen spinnmalar. Inga underarter finns listade i Catalogue of Life.